# También caerás
También caerás fue un programa de humor de la televisión de Colombia, creado por Hernán Orjuela y producido por Caracol Televisión. Estaba basado en el formato de cámara oculta,. que son bromas que le hacen a la gente en las calles de diversas ciudades del país sin que se den cuenta de que los están grabando. Además, también presentaba cámaras escondidas de producciones internacionales. Por un tiempo se emitieron también cámaras de terror del programa Scare Tactics y Vídeo Match. Se despidió el 17 de mayo de 2014 con sus bromas de años pasados.
En su etapa final el programa era conducido por César Escola y Mabel Cartagena; y en ocasiones Juan Carlos Villegas (desde el 16 de mayo de 2014). Santiago Rodríguez dejó el programa a principios de septiembre del 2010 por una oferta en el canal competencia, RCN, y no fue hasta finales de este mes que fue reemplazado por el presentador William Aguirre, quien dejó el programa meses después. El 10 de noviembre de 2012 Silvana Altahona se retira del programa, y aproximadamente un año después su reemplazo Mary Méndez deja el programa para ser parte del programa La Red, también del Canal Caracol.
Además de las cámaras escondidas, también se estimulan a las personas con premios en efectivo o en especie, tal es el caso de la sección "Haga reír a Drácula" donde la gente debe realizar un chiste o un gesto cómico, con el fin de soltar una risa a Drácula, personificado por Nelson Neira.
Una sección que fue fundamental para la reputación del programa es "Qué Buena Onda", que consiste en que un actor se hace pasar por una persona en dificultades de cualquier índole, esperando la ayuda de una persona desconocida para resolver el problema a través de un favor. Si la persona cumple su cometido y se vuelve paciente, recibe un premio en especia por parte del programa.
Entre los presentadores de este programa han estado Hernán Orjuela, Gabriel de las Casas, Mónica Fonseca, Katherine Porto,
Santiago De Jesus Tamayo Castañeda, Moisés Angulo, Vicky Rueda, Marilyn Patiño y Juan Manuel Correal con su famosa sección "El Primíparo". También en el programa están las modelos Lina, Dina y Samantha que van a bailar GoGo. Hay un boceto en el centro del espectáculo donde César Escola (uno de los anfitriones) llama a un hombre al azar y le pide que haga reír a uno de los Dancers. Cómo lo hace es que baila y se quita la sudadera. Pero mientras está haciendo esto, se caerá deliberadamente. Si el hombre logra hacer reír a uno de los Dancers, los bailarines bailan sexy mientras la música sensual suena de fondo. Mientras bailan, los Bailarines a veces hacen algo llamado "Quitando Prendas" (inglés: Quitarse la ropa), lo que hacen es que se ponen sus camisas y pantalones (o un disfraz) mientras bailan, para Revelar un Bikini. Por lo general, se quitan los zapatos para bailar descalzos. En algunos episodios, sin embargo, aparecen en un Bikini completo. En otros episodios aparecen disfrazados. Si el hombre no logra hacer reír a los Danzantes, aparecerá un hombre con bigote y lanzará un pastel en la cara del hombre. Después del baile de los bailarines, César Escola tomará una foto de los bailarines con el hombre y obtendrá para mantener la imagen. Después de que el macho recibe un pastel en su cara, tendrá que irse sin recibir un baile de ellos. Los bailarines simplemente

## Recca del programa
Este programa de humor fue un espacio abierto a la alegría y la espontaneidad, que llevó las cámaras escondidas a otro nivel. La gente común y corriente se convirtió en protagonista de situaciones divertidas, inusuales y hasta aterrorizantes.  Podía ubicarse en los lugares más recónditos para hacer estruendos y destrucciones de réplicas de vehículos, o hacer apariciones fantasmagóricas y hasta recrear avistamientos extraterrestres. La solidaridad de los colombianos también se recompensó en "También caerás" a través de la sección "Qué buena onda", en la que actores del programa fingían atravesar dificultades, a la espera de que un buen samaritano les ayudara.

## Bromas
- Súper cámara: Esta broma se las hacen a famosos, se destaca por su tecnología e imaginación de la broma. 1999 - 2014
- Mejor día de tu vida: Se trata una de una broma para personas de bajos recursos, donde al final se le hace entrega de premios que le ayudan de alguna forma a aliviar un poco su situación actual. 1999 - 2014
- Timbre Aquí: Es un concurso presentado por Juan Carlos Villegas donde se le pagan los servicios públicos en las casas a las personas de bajos recursos. 2001 - 2012
- Moto esqueleto 2007 - 2013
- 100 colombianos sin oficio P 2005 - 2012
- Viejitas Oceans 2005 - 2011
- El fauno de También caerás 2007 - 2012
- El despertador 2006 - 2013
- El intrépido 2001 - 2011
- En contre a mi papa 2005 - 2011
- Container Hombre o Mujer 2005 -2013
- Falda Croché 2003 - 2013
- Cucaracha mostrona Por Carolina Coll 2007 - 2014
- El escuadrón de la salud 2007 - 2014
- Medio vestida 1999 - 2013
- Garbage 1999 - 2014
- El besucon 2007 - 2013
- Superlight: Esta broma cuenta un superhéroe del Planeta Verdulión que salva a las víctimas para luchar una buena salud, que no deben ingerir comida chatarra, sus armas secretas son vegetales como el brócoli, un coliflor, una zanahoria, un apio y un pepino. 2005 -2013
- lili Puchistes 2007-2012 Esta Sección consistía en que ciertos integrantes del Programa Se Colocaran En Un Escenario Oscuro simulando Tener cuerpo de títere Y contar determinado chiste a veces en días especiales se disfrazaban de algún personaje.
- Plastichistes 2005-2008 Muñecos de Plastilina Contando chistes
- Anti-Camara 1999-2014 Ponían a Famosos (En su defecto Invitados del programa) En sufrir Una broma Más Grande y Arriesgada.

## Equipo de producción
| cargo                          | nombre |
| ------------------------------ | --- |
| Director                       | Diego Ávila (Anteriores: Hernán Orjuela)                                                                                  |
| Productor Ejecutivo            | Roland Maz |
| Primera Asistente de dirección | Andrea Romero Fuenmayor, Asistente de Dirección Lina Castro                                                               |
| Realizador                     | Ándres Báez (Anteriores: Raúl García, Germán Ballesteros, Diego Ávila)                                                    |
| Productor de campo             | Leonardo Rodríguez |
| Asistente de producción        | Miguel Guzmán, Jefersson Zapata                                                                                           |
| Jefe de ambientación           | Nixon García |
| Asistente de ambientaion       | Luis Beltran y Oscar Prada                                                                                                |
| Editor conceptual              | Guillermo Triana (Anteriores: Juan Darío Sandoval, Andrés Spinova, Zamir Hamad, Andrés Carrillo)                          |
| Script                         | Juan Manuel Torres |
| Libretistas                    | Gustavo "el pirata Morgan", Pedro Blanco Uribe y Camilo Palacios (Anteriores: Andrés Spinova, Aníbal Baeza, Julio García) |
| Jefe de Maquillaje             | Luz Myriam Fernández |
| Vestuario                      | Andrea Galindo y Yorleny Oviedo                                                                                           |

## Nominaciones

### Premios Talento Caracol
| Año  | Categoría                         | Resultado |
| ---- | --------------------------------- | --------- |
| 2000 | Mejor Programa de Entretenimiento | Nominada  |